# Corispermum americanum
Corispermum americanum là loài thực vật có hoa thuộc họ Dền. Loài này được (Nutt.) Nutt. mô tả khoa học đầu tiên năm 1835.